# Schiaccianoci e il re dei topi
Schiaccianoci e il re dei topi (Nußknacker und Mausekönig) è una fiaba di Ernst Theodor Amadeus Hoffmann, pubblicato nel 1816 nella raccolta di fiabe Kinder-Märchen. Successivamente entrò a far parte della raccolta I confratelli di Serapione (quattro volumi usciti tra il 1819 e il 1821).
Nel 1844 Alexandre Dumas padre realizzò una sua versione del racconto, Storia di uno schiaccianoci (Histoire d'un casse-noisette) e da questa il coreografo Marius Petipa trasse ispirazione per il balletto Lo schiaccianoci, coreografato dal suo assistente Lev Ivanovič Ivanov e musicato da Pëtr Il'ič Čajkovskij.

## Trama
Il racconto è suddiviso in quattordici brevi capitoli.
1. La vigilia di Natale.
La sera del 24 di dicembre i due figli piccoli del dottor Stahlbaum, Fritz e Maria (Marie in tedesco), sono in attesa dei regali di Natale. Nel frattempo parlano del loro padrino, il dottor Drosselmeier, e cercano di indovinare cosa porterà in dono questa volta.
2. I regali.
I bambini ricevono da mamma e papà molti doni: bambole, soldatini, dolci, libri e un cavallino di legno. Il padrino ha regalato loro un castello meccanico, con figure che si muovono al suo interno come fossero vive.
3. Il piccolo protetto.
Tra i doni c'è anche uno schiaccianoci, un pupazzo di legno raffigurante un soldato che rompe le noci tra le mandibole quando si fa leva sul suo mantello. Il padrino lo affida a Maria perché ne abbia cura.
4. Miracoli.
Durante la notte, in camera di Maria, appare il re dei topi, che ha sette teste e sette corone. Egli guida un esercito di roditori, ma lo Schiaccianoci, divenuto generale dei soldatini, lo affronta in battaglia.
5. La battaglia.
Ai soldatini si aggiungono altri pupazzi, ma l'esercito dei topi è troppo forte; lo Schiaccianoci ordina perciò la ritirata. Maria si toglie la scarpa sinistra e la lancia contro il re dei topi, poi cade a terra svenuta.
6. La malattia.
Il giorno dopo Maria si risveglia nel suo letto con una ferita al gomito, che si è procurata urtando il vetro dello scaffale dei giocattoli. Il padrino, intanto, ha riparato lo Schiaccianoci, che Fritz aveva rotto la sera prima.
7. La fiaba della noce dura.
Il padrino porta a Maria lo schiaccianoci, la cui mascella è stata riparata e inizia a raccontare la fiaba della principessa Pirlipat e di Frau Mauserinks. Frau Mouserinks ingannò la madre di Pirlipat, facendole permettere a lei e ai suoi figli di divorare il lardo che avrebbe dovuto essere usato per la salsiccia che il re avrebbe mangiato a cena. Il re, infuriato con Frau Mouserinks per avergli rovinato la cena e fatto arrabbiare sua moglie, ordinò al suo inventore di corte, Drosselmeyer, di creare delle trappole per la Regina dei topi e i suoi figli.
8. Continua la fiaba della noce dura.
Frau Mauserinks giurò che si sarebbe vendicata di Pirlipat e così la trasformò, dandole una testa enorme, la sua bocca divenne un ghigno e le spuntò una barba come uno schiaccianoci. L'orologiaio Drosselmeier (antenato del padrino) e il suo amico astronomo si mettono alla ricerca della noce Cratatuc e del giovane che riuscirà a romperla cancellando così il maleficio di Frau Mauserinks.
9. Conclusione della fiaba della noce dura.
Il nipote dell'orologiaio Drosselmeier rompe la noce Cratatuc, ponendo così fine all'incantesimo; ma, involontariamente, calpesta e uccide Frau Mauserinks, che prima di morire trasforma il nipote in Schiaccianoci. Suo figlio, il topo dalle sette teste, compirà poi la sua vendetta.
10. Zio e nipote.
Dopo aver ascoltato la fiaba, Maria capisce che il padrino è l'orologiaio Drosselmeier e lo Schiaccianoci è il nipote trasformato.
11. La vittoria.
Una notte il re dei topi ritorna nella camera di Maria e la costringe a consegnargli i suoi dolci e i suoi giocattoli. Fritz intanto si procura una nuova spada da un colonnello dei soldatini in pensione e con quella lo Schiaccianoci uccide il re dei topi. Maria riceve in dono le sette corone.
12. Il regno delle bambole.
Maria segue lo Schiaccianoci nel regno delle bambole, un paese fatto di dolci e giocattoli.
13. La capitale.
Maria visita Castel Confetto e Castel Marzapane, dove conosce le sorelle dello Schiaccianoci. Scopre quindi di assomigliare moltissimo alla principessa Pirlipat.
14. Conclusione.
Maria racconta del suo viaggio ai familiari, ma questi non le credono. Un giorno il dottor Drosselmeier presenta agli Stahlbaum suo nipote, un giovanotto abilissimo nel rompere le noci coi denti. Quando il nipote e Maria restano soli, lui le rivela di esser stato un tempo lo Schiaccianoci e chiede a Maria di sposarlo. Maria accetta e diventa la regina del regno delle bambole.

## Adattamenti
I numerosi adattamenti traggono spesso ispirazione sia dal racconto di Hoffmann che dal balletto di Čajkovskij.
- Ščelkunčik, regia di Boris Stepancev (1973)
- Le più belle favole del mondo (Manga sekai mukashi banashi) (1976-1979), anime della Dax International, episodio 64
- Funky Fables (Ponkikki meisaku wārudo) (1988-1990), serie anime, episodio 17
- La favola del principe schiaccianoci (The Nutcracker Prince), regia di Paul Schibli (1990)
- George Balanchine: Lo schiaccianoci (George Balanchine's the Nutcracker), regia di Emile Ardolino (1993)
- Le fiabe più belle (Anime sekai no dowa) (1995), episodio 20
- Lo schiaccianoci (The Nutcracker), regia di Toshiyuki Hiruma (1995)
- Lo schiaccianoci (1999), segmento dell'episodio 1x13 di Mickey Mouse Works
- Il teatrino delle fiabe di Hello Kitty (Sanrio anime sekai meisaku gekijō) (2001) anime della Sanrio, episodio 7
- Barbie e lo schiaccianoci (Barbie in the Nutcracker), regia di Owen Hurley (2001)
- Tom & Jerry e la favola dello schiaccianoci (Tom and Jerry: A Nutcracker Tale), regia di Spike Brandt e Tony Cervone (2007)
- Lo schiaccianoci in 3D (The Nutcracker in 3D), regia di Andrej Končalovskij (2010)
- Lo schiaccianoci e i quattro regni (The Nutcracker and the Four Realms), regia di Lasse Hallström e Joe Johnston (2018)
- Le più belle fiabe dei Fratelli Grimm ( Sechs auf einen Streich/Acht auf einen Streich) (2008-presente), puntata 36.

## Edizioni italiane

### Schiaccianoci e il re dei topi
- E.T.A. Hoffmann, Schiaccianoci e il re dei topi, traduzione di Mario Benzi, illustrazioni di Piero Bernardini, Milano, Corticelli, 1940, SBN TO01121573.
- E.T.A. Hoffmann, I Fedeli di San Serapione, introduzione di Bonaventura Tecchi, traduzione di Rosina Spaini, Gherardo Casini Editore, Roma, 1957.
- E.T.A. Hoffmann, Romanzi e racconti, volume II (I Confratelli di San Serapione), introduzione e nota bio-bibliografica di Claudio Magris, traduzioni di Carlo Pinelli, Alberto Spaini, Giorgio Vigolo, Einaudi, Torino, 1969.

### Storia di uno schiaccianoci
- Alessandro Dumas, Storia di uno schiaccianoci: racconto per ragazzi, traduzione di Maria G. I., illustrazioni di A. Mussino, Firenze, Bemporad, 1920, SBN VIA0139419.